# Кавджарадзе, Максим Геннадьевич
Макси́м Генна́дьевич Кавджара́дзе (род. 10 июня 1969, Москва) — сенатор Российской Федерации, представитель от Липецкого областного Совета депутатов.
Из-за вторжения России на Украину находится под международными санкциями стран Евросоюза, США и ряда других стран.

## Биография
Родился 10 июня 1969 в Москве. Окончил Государственное образовательное учреждение высшего профессионального образования «Московская государственная юридическая академия» по специальности «юриспруденция» с присуждением квалификации «юрист».
Согласно официальной биографии, трудовую деятельность начал машинистом сцены в «Цирке на сцене».
С 1992 года — старший экономист АО «Этуаль».
С 1995 года — первый заместитель председателя правления Сфинкс-банка.
В 1999 — 2001 годах — первый заместитель генерального директора Государственного унитарного предприятия «Федеральное агентство по регулированию продовольственного рынка» при Министерстве сельского хозяйства Российской Федерации (отвечал за взаимодействие с федеральными органами власти).
25 декабря 2001 года впервые избран членом Совета Федерации Федерального Собрания Российской Федерации от Липецкого областного Совета депутатов.
В 2002 году Максим Кавджарадзе отправляется в Чечню. В республике сенатор проводит встречу с сотрудниками Липецкого УВД, омоновцами, собровцами и сотрудниками патрульно-постовых служб. Цель рабочей поездки — поздравить избирателей с Днем милиции. В полевых условиях Максим Кавджарадзе вручил всем индивидуальные комплекты с эксклюзивным набором спортивной формы российских олимпийцев.
Летом 2003 года — кандидат на пост аудитора Счетной палаты от Совета Федерации.
В ноябре 2006 года вновь избран представителем Липецкого областного Совета депутатов в Совете Федерации Федерального Собрания Российской Федерации. «За» высказались 48 депутатов, «против» — один, и один — воздержался. Одновременно утвержден в составе Комитета Совета Федерации по аграрно-продовольственной политике и в составе Комиссии Совета Федерации по делам молодежи и спорту.
В декабре 2006 года избран заместителем председателя Комитета Совета Федерации по аграрно-продовольственной политике (с 2007 года Комитет Совета Федерации по аграрно-продовольственной политике и рыбохозяйственному комплексу).
С июля 2007 года — член Комиссии Совета Федерации по жилищной политике и жилищно-коммунальному хозяйству.
С осени 2007 года председатель Экспертного совета по выработке законодательных предложений в сфере государственной жилищной политики.
4 декабря 2011 года избран в Липецкий областной совет депутатов по списку «Единой России».
13 декабря 2011 года в третий раз избран представителем Липецкого областного Совета депутатов в Совета Федерации Федерального Собрания Российской Федерации. «За» высказались 38 депутатов, «против» — 12, и один — воздержался.
13 ноября 2012 года Член Комиссии при Президенте Российской Федерации по вопросам развития авиации общего назначения. Руководитель рабочей группы по совершенствованию нормативно-правового обеспечения и порядка предоставления государственных услуг (исполнения государственных функций) в области авиации общего назначения.
С ноября 2013 года Член Комитета Совета Федерации по конституционному законодательству, правовым и судебным вопросам, развитию гражданского общества.
В соответствие с Указом Президента РФ от 25 декабря 2013 г. № 955 Кавджарадзе М. Г. назначен заместителем председателя Комиссии при Президенте Российской Федерации по вопросам развития авиации общего назначения.
С 19 февраля 2014 года председатель Временной комиссии Совета Федерации по мониторингу реализации Федерального закона «О внесении изменений в отдельные законодательные акты Российской Федерации по вопросам обеспечения транспортной безопасности».
26 июня 2015 года избран заместителем председателя в реорганизованный Комитет Совета Федерации по конституционному законодательству и государственному строительству с повышением должности.
Заместитель председателя Комиссии при Президенте Российской Федерации по вопросам развития авиации общего назначения.
Руководитель рабочей группы по совершенствованию нормативно-правового обеспечения и порядка предоставления государственных услуг (исполнения государственных функций) в области авиации общего назначения.
Председатель Временной комиссии Совета Федерации по мониторингу реализации Федерального закона «О внесении изменений в отдельные законодательные акты Российской Федерации по вопросам обеспечения транспортной безопасности».
Является членом политической партии «Единая Россия».

## Имущество
Согласно декларации о доходах и имуществе за 2018 год Максим Кавджарадзе заработал 4 миллиона 857 тысяч рублей. В его собственности — квартира площадью 38,7 квадратных метров.

## Санкции
21 июня 2018 года добавлен в санкционный список Украины.
24 марта 2022 года, на фоне вторжения России на Украину, внесён в санкционный список Канады «соратников режима» за «содействие в нарушения суверенитета и территориальной целостности Украины».
30 сентября 2022 года внесён санкционный список Соединенных Штатов Америки «за аннексию Путиным регионов Украины» и одобрения закона о фейках. Государственный департамент отмечает что сенаторы «проголосовали за одобрение просьбы Путина о вводе войск в Украину, что послужило неоправданным предлогом для полномасштабного вторжения России в Украину».
16 декабря 2022 года включён в санкционный список стран Евросоюза, так как «поддерживал и реализовывал действия и политику, которые подрывают территориальную целостность, суверенитет и независимость Украины и ещё больше дестабилизируют Украину», в частности, он голосовал за ратификацию договоров о дружбе с самопровозглашёнными ЛНР и ДНР.
21 декабря 2022 года добавлен в санкционный список Швейцарии.
По аналогичным основаниям находится в санкционных списках Австралии и Новой Зеландии.

## Награды

### Государственные награды
- Медаль ордена «За заслуги перед Отечеством» 2 степени (Указ Президента Российской Федерации от 02.03.2018 № 93 «О награждении государственными наградами Российской Федерации» опубликован Архивная копия от 4 марта 2018 на Wayback Machine на Официальном интернет-портале правовой информации 2 марта 2018) — за активную законотворческую деятельностью и многолетнюю добросовестную работу[16]. Награждение медалью ордена «За заслуги перед Отечеством» 2 степени состоялось 27 ноября 2018 года в Екатерининском зале Кремля.
- Орден Дружбы (Указ Президента Российской Федерации от 21.05.2024 № 423 «О награждении государственными наградами Российской Федерации» опубликован на сайте Кремля 21 мая 2024 года) — за большой вклад в развитие парламентаризма, активную законотворческую деятельсноть и многолетнюю добросовестную работу.

### Поощрения Президента России
- Благодарность Президента Российской Федерации В.Путина «За активное участие в избирательной кампании по выборам Президента Российской Федерации» (7 мая 2012 год)[17].

### Благодарность Правительства Российской Федерации
- Благодарность Правительства Российской Федерации «За большой вклад в развитие российского парламентаризма и активную законотворческую деятельность» (16 января 2020 года)[18].

### Ведомственные награды
- Медаль «Совет Федерации. 15 лет» (2008 год).
- Благодарность директора ФСБ России, генерала армии А.Бортникова «За оказание содействия органам федеральной службы безопасности» (28 февраля 2012 года)[19].
- Медаль «Совет Федерации. 20 лет» (2014 год)[20].
- Медаль «150 лет судебной реформы в России» (2014 год)[21].
- Медаль Судебного департамента при Верховном Суде Российской Федерации «За взаимодействие» 1 степени (2015 год)[22].
- Медаль «За содействие органам наркоконтроля» (2016 год)[23].
- Медаль «Совет Федерации, 25 лет» (2018 год).
- Медаль «20 лет мировой юстиции Российской Федерации» (2020 год)[24].